# Ritzerow
Ritzerow là một đô thị thuộc huyện Mecklenburgische Seenplatte (trước thuộc Vorpommern-Greifswald (trước thuộc Demmin)), bang Mecklenburg-Vorpommern, Đức. Đô thị Ritzerow có diện tích 21,76 km², dân số thời điểm ngày 31 tháng 12 năm 2006 là 486 người.